# Sievekingia reichenbachiana
Sievekingia reichenbachiana là một loài thực vật có hoa trong họ Lan. Loài này được Rolfe miêu tả khoa học đầu tiên năm 1898.

## Hình ảnh

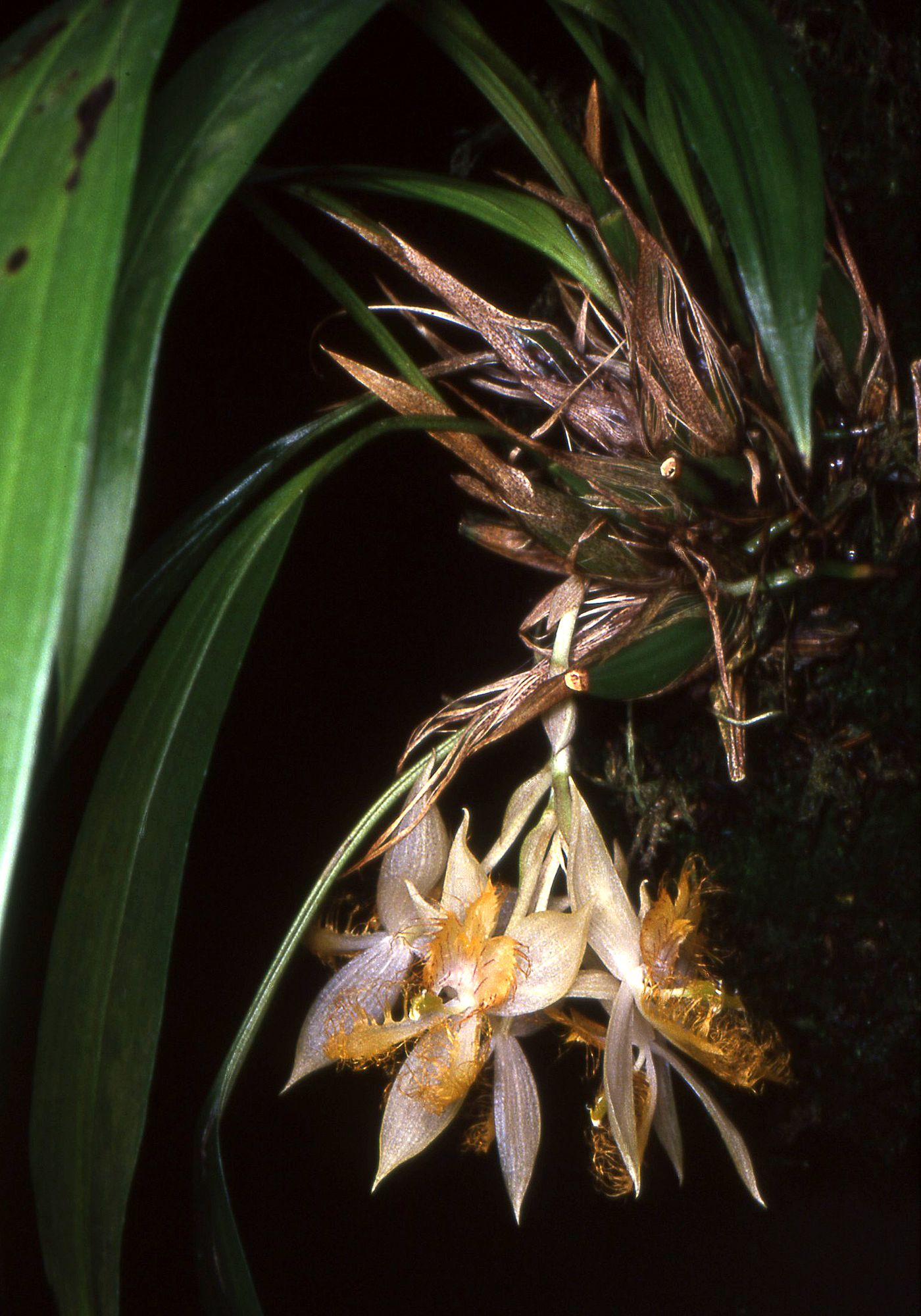
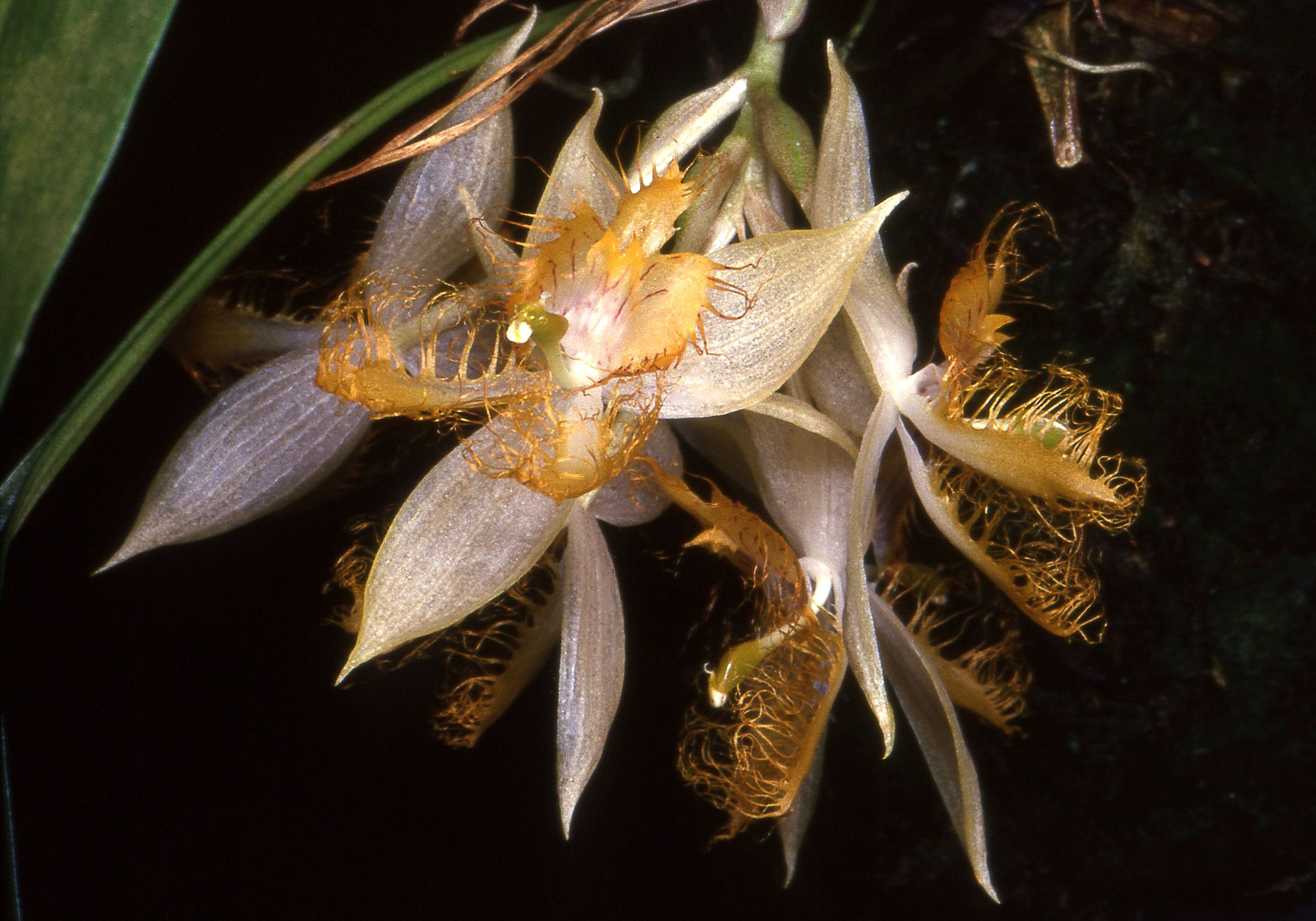
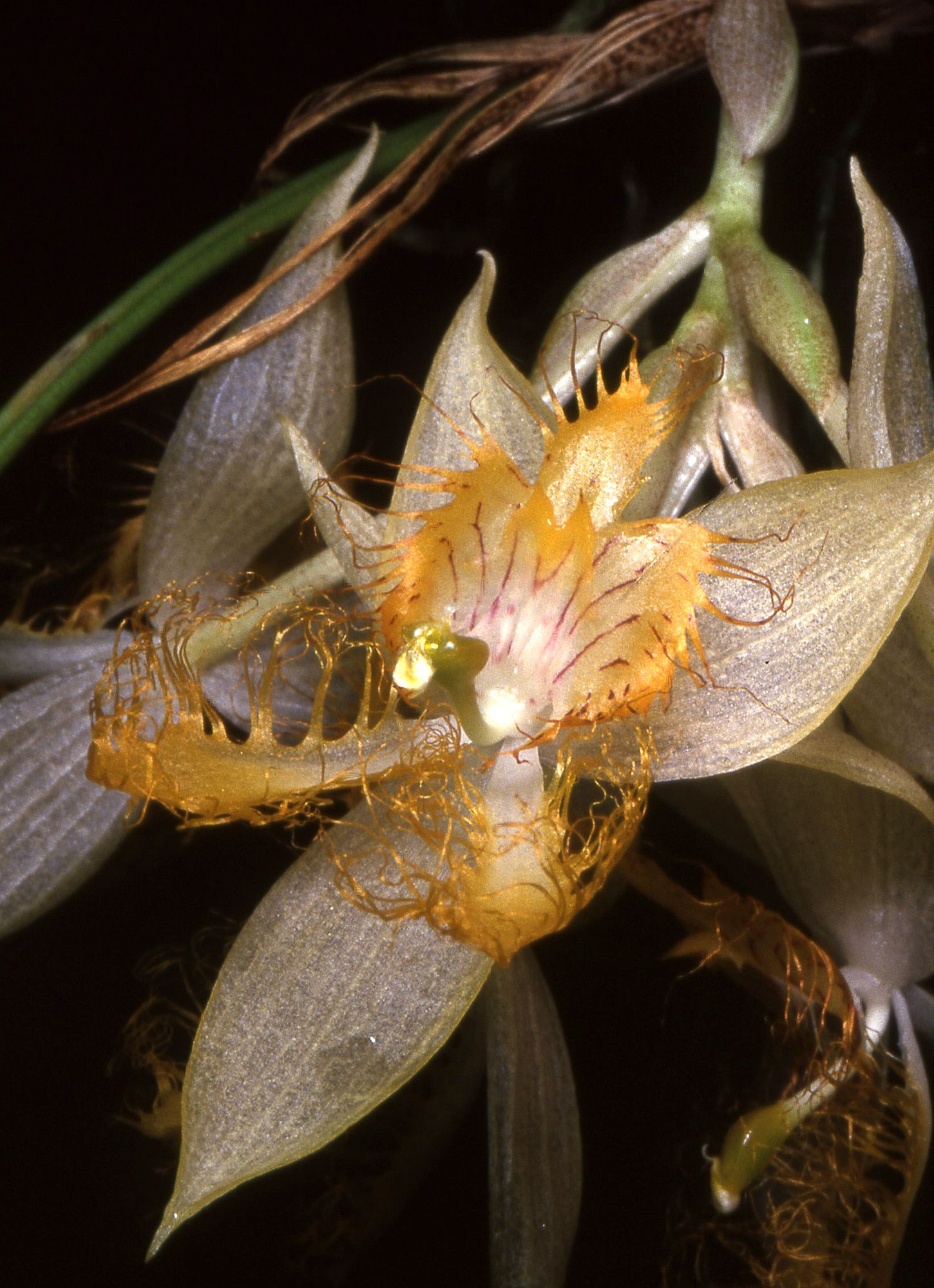